# 파루코

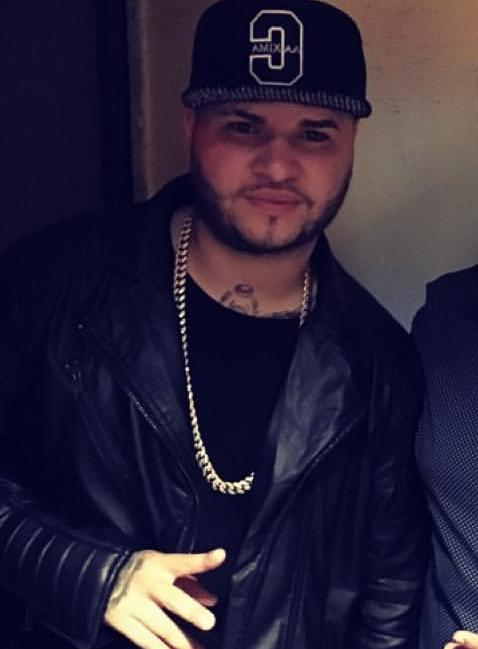

파루코(Farruko, 본명: Carlos Efrén Reyes Rosado, 1991년 5월 2일 ~ )는 푸에르토리코의 래퍼이자 가수이다. 그는 대디 양키, J 발빈, 돈 오마르 및 J 알바레즈(J Álvarez)와 협력하여 명성을 얻었다. 2010년 첫 솔로 앨범 El Talento del Bloque로 두각을 나타냈다.

## 체포
2018년 4월 3일, 파루코는 푸에르토리코에서 체포되어 3년의 보호 관찰을 받아야 했던 도미니카 공화국에서 돌아올 때 신고되지 않은 현금 52,000달러를 신발과 수하물에 숨긴 혐의로 기소되었다. 2017년 기준으로 그의 순자산은 3백만 달러였다.

## 투어
- 2010–2011: El Talento del Bloque Tour
- 2012: TMPR Tour
- 2013: El Imperio Nazza: Farruko Edition Tour
- 2015: Los Menores Tour Bus
- 2016: Visionary World Tour
- 2017: TrapXFicante Tour
- 2019: Gangalee Tour

## 음반

### 스튜디오 앨범
- El Talento del Bloque (2010)
- The Most Powerful Rookie (2012)
- Farruko Presenta: Los Menores (2014)
- Visionary (2015)
- TrapXFicante (2017)
- Gangalee (2019)
- En Letra de Otro (2019)
- La 167 (2021)
- Cvrbon Vrmor (Code : G_d.on) (2024)
- Cvrbon Vrmor (2024)